# Савмак (скіф)
Савма́к (грец. Σαύμακος) (рр. н. і см. невід.) — керівник повстання скіфів, що спалахнуло в Боспорській державі 112/111 — 111/110 рр. до н. е, ймовірно представник правлячої династії скіфів.

## Життєпис
Савмак і перебіг подій повстання скіфів на Боспорі відомі нам в першу чергу за відомим декретом Діофанту, полководцю Мітрідата VI Євпатора (IosPE I2, 352).
Присвячений Савмаку та пов'язаним з заколотом на Боспорі подіям уривок повідомляє наступне:«…коли ж скіфи з Савмаком на чолі підняли повстання і вбили вигодувавшого їх (тобто скіфів) боспорського царя Перісада, а проти Діофанта склали змову, він, уникнувши небезпеки, сів на відправлений за ним громадянами корабель і, прибувши [до нас] й вмовивши громадян, [а також] маючи всіляке сприяння [з боку] пославшого його царя Мітрідата Євпатора, на початку весни з'явився з суходільним та морським військом, а крім того взяв і добірних з громадян на трьох судах і, вирушивши з нашого міста, взяв Феодосію і Пантікапей, винуватців повстання покарав, а Савмака, вбивцю царя Перісада, захопивши в свої руки, вислав в царство Мітрідата і [таким чином] відновив владу царя Мітрідата Євпатора…».
У радянській науці домінувала думка про те, що Савмак був рабом та очолював повстання рабів на Боспорі. Нині превалює думка, що Савмак був представником династів Тавроскіфії, яка мала дружні (союзні) стосунки з Боспором, чи представником скіфської верхівки, присутність якої на теренах Боспорського царства археологічно підтверджено принаймні з кінця V ст. до н. е., а для II ст. до н. е. й епіграфічно (CIRB 75 / КБН 75, SEG 37:674), та сам заколот трактується як спроба «… збереження попереднього соціального стану учасників заколоту у межах нової держави (Понту), до складу якої їх було інкорпоровано.». Окремої уваги заслуговує факт широкої підтримки Савмака у Боспорі, його певні права на наслідування влади, й висилка його до Понту, можливо, як заручника.
Близька, але дещо інша думка: Савмак — представник боспорської верхівки, знатний скіф, «…не виключено навіть — брат Сенамотіс. Його поява при дворі останнього Спартокіда не обов'язково була пов'язана з усиновленням чи вихованням його Перісадом… він міг узяти шлюб з однією з дочок Перісада чи з будь-якою з представниць боспорської верхівки… Не виключено, що внаслідок невідомих нам причин йому було заповідано боспорський трон…». Та жодних підтверджень цьому немає. Врешті-решт, Савмак міг бути представником будь-якої боспоро-скіфської родини, навіть сином Камасарії та Аргота Ідантіда. Але наразі все це залишається виключно на рівні цікавих, але нічим не підтверджених припущень.
Висловлено думку, що на Боспорі не було повстання, а скіфи, очолювані Савмаком, захопили Боспор з території Скіфії.
Відомі срібні монети цього часу із зображенням голови Геліоса і початковою буквою імені С.